# Jens Tiedtke
Jens Tiedtke (født 10. oktober 1979 i Koblenz, død oktober 2019) var en tysk håndboldspiller, der spillede som stregspiller for den tyske Bundesligaklub HSG Wetzlar. Han kom til klubben i 2012 fra ligarivalerne TV Großwallstadt.

## Landshold
Schröder debuterede for det tyske landshold den 19. oktober 1999 i en kamp mod Polen. Han var en del af den tyske trup ved både VM i 2005 og VM i 2009.